# 2 ((G)I-DLEのアルバム)
『2』は(G)I-DLEの2ndフルアルバムである。2024年1月29日に発売された。タイトル曲は『Super Lady』であり、全8曲が収録されている。

## 背景
2023年12月1日、2024年1月にフルアルバムを発売してカムバックする準備をしている旨を発表。このカムバックは、前回のミニアルバム『I feel』から8カ月、フルアルバムという意味では前回の『I NEVER DIE』から1年10カ月ぶりとなる。
2024年1月8日、1stティーザー公開、新アルバムのタイトル『2』、アルバム発売日が1月29日であることが明かされる。
1月13日、カムバックに向けて新たに発売されるアルバムとその関連コンテンツの公開スケジュールが発表され、コンセプトイメージや関連情報、ティーザー映像が順次公開される予定である事と共に、1月29日に音楽配信サービスなどでのオンライン公開が、1月30日にオフラインでの販売がスタートすることが発表される。
1月18日、公開スケジュール通り、『2』の全8曲のトラックリストが公開され、タイトル曲が『Super Lady』であることが明かされる。1月22日、収録曲の『Wife』のMVが先行公開される。
1月24日、先行公開された『Wife』がKBSによって「過度に性的である」との理由で放送不適格と判断されるが、CUBEエンターテインメントは、カムバック活動に影響を与えないとして再審議の申請を行わない事を発表した。
1月29日、タイトル曲の『Super Lady』のMVが公開されると共に、各種音楽配信サービスで音源が公開された。

## 構成
これまでのアルバムと同様に、本作の楽曲も(G)I-DLEのメンバー自らが作詞、作曲、編曲を行った。

## MV
タイトルチューン『Super Lady』のMVの制作費用は11億ウォン（1.2億円）の巨額予算があてられた事が2024年2月3日の『知ってるお兄さん』に出演したメンバー本人によって明かされた。ミュージックビデオは補助出演者500人、ダンサー100人余りが出演する大規模なものとなった。また、2022年発売の『Tomboy』のミュージックビデオの制作費も2億5000万ウォン（2800万円）ほどだったことが語られた。

## 評価

### 商業成績
収録曲の『Fate（私は痛いのが大嫌いだから）』は、アルバム公開後しばらくしてから次第に音源チャートで再浮上し、発売から一カ月以上経過したにもかかわらず、3月18日にはMelonチャートやジニーチャートで一位に返り咲いた。

## 収録曲
| #         | タイトル       | 作詞                                       | 作曲                                                     | 編曲                                   | 時間  |
| --------- | -------------- | ------------------------------------------ | -------------------------------------------------------- | -------------------------------------- | ----- |
| 1.        | 「Super Lady」 | チョン・ソヨン                             | チョン・ソヨン、 Pop Time、Daily、Likey                  | Pop Time、Daily、Likey、チョン・ソヨン | 2:32  |
| 2.        | 「Revenge」    | チョン・ソヨン                             | チョン・ソヨン、Pop Time、Kako                           | Pop Time、Kako、チョン・ソヨン         | 2:24  |
| 3.        | 「Doll」       | ウギ、BOYTOY、제인스 (Jayins)、MOJO        | ウギ、BOYTOY、MOJO、제인스 (Jayins)、이승훈 (PLZ)        | 이승훈 (PLZ)                           | 2:33  |
| 4.        | 「Vision」     | ミヨン、ミンニ、로이도 (Roydo)             | ミンニ、BreadBeat、신쿵                                  | BreadBeat、신쿵                        | 2:40  |
| 5.        | 「7Days」      | ミンニ、Tim Tan                            | ミンニ、BreadBeat                                        | BreadBeat                              | 3:18  |
| 6.        | 「Fate」       | チョン・ソヨン                             | チョン・ソヨン、Pop Time、Daily、Likey                   | Pop Time、Daily、Likey、チョン・ソヨン | 2:41  |
| 7.        | 「Rollie」     | ウギ、BOYTOY、Melli (PLZ)、213 (PLZ)、MOJO | ウギ、BOYTOY、Melli (PLZ)、213 (PLZ)、MOJO、Milli Oshyun | 213 (PLZ)、MOJO、Milli Oshyun、BOYTOY  | 2:43  |
| 8.        | 「Wife」       | チョン・ソヨン                             | チョン・ソヨン、Daily、Likey、Pop Time                   | Daily、Likey、Pop Time、チョン・ソヨン | 2:01  |
| 合計時間: | 合計時間:      | 合計時間:                                  | 合計時間:                                                | 合計時間:                              | 20:52 |